# Thổ Phồn thời kỳ phân liệt
| Lịch sử Tây Tạng |
| --- |
| Cổ đạiThời kỳ đồ đá mới Tượng Hùng ~500 TCN–645                                                                                       |
| Thổ Phồn 618–842Thời kỳ phân liệt 842–1253 Guge 1088–1630                                                                             |
| Thời kỳ các giáo phái thống trịSakyapa 1253–1358 ∟ thuộc Nguyên 1271–1354 Phagmodrupa 1354–1618 Rinpungpa 1435–1565 Tsangpa 1565–1642 |
| Chính quyền Ganden Phodrang 1642–1959Hãn quốc Khoshut 1642–1717 Tây Tạng thuộc Thanh 1720–1912 Tây Tạng 1912–1951                     |
| Cộng hòa Nhân dân Trung Hoa 1951–nayKhu tự trị Tây Tạng 1965–nay                                                                      |
| Xem thêm Quân chủ • Niên biểu • Phật giáo Tây Tạng Chính phủ lưu vong Tây Tạng                                                        |
| x t s |

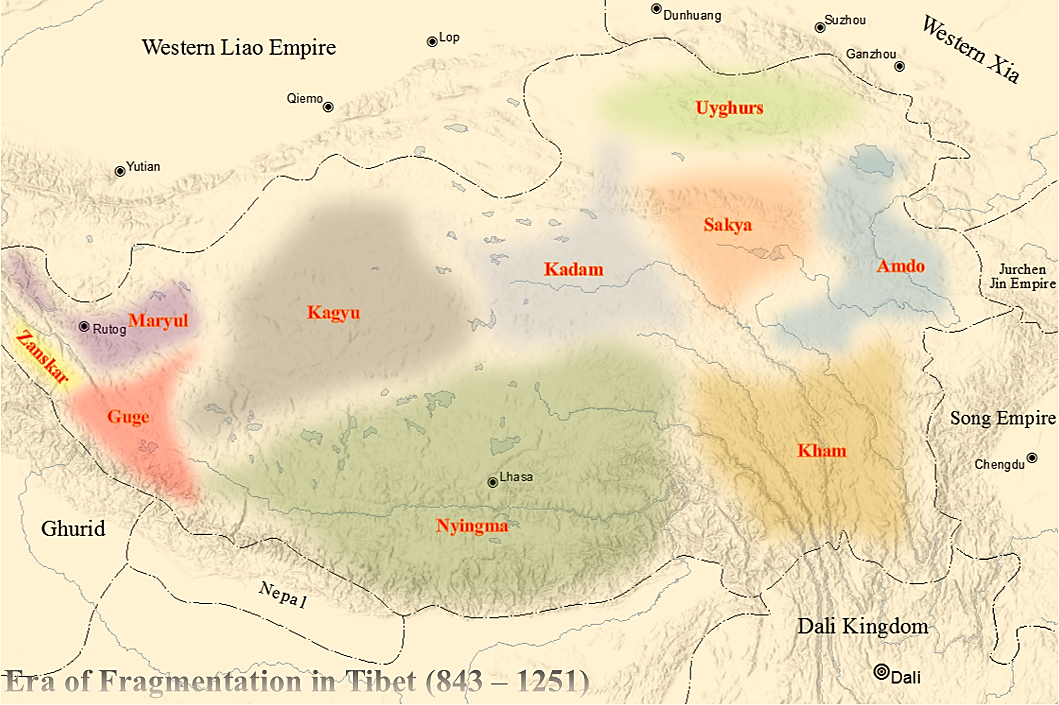
Bản đồ ảnh hưởng của các giáo phái khác nhau tại Thổ Phồn thời kỳ phân liệt.

Thời kỳ phân liệt là một giai đoạn trong lịch sử Tây Tạng bắt đầu từ năm 842 sau cái chết của Langdarma, vua cuối cùng của Thổ Phồn thống nhất, cho tới khi Drogön Chögyal Phagpa được Khả Hãn Hốt Tất Liệt ban cho ba vùng Tạng vào năm 1253. Trong thời kỳ này, quyền lực tập trung của Thổ Phồn đã sụp đổ sau cuộc nội chiến giữa Thái tử Yumtän và Hoàng tử Ösung , tiếp theo đó là một loạt các cuộc khởi nghĩa chống lại tàn dư Hoàng tộc Thổ Phồn và sự nổi lên của các lãnh chúa địa phương .

## Nội chiến và sự sụp đổ của Thổ Phồn
Vua cuối cùng của Thổ Phồn thống nhất, Langdarma, đã bị ám sát trong khoảng những năm 842-846, bởi một ẩn sĩ Phật giáo hoặc một tăng lữ có tên là Pelgy Dorje tại Lhalung . Vụ ám sát bất ngờ khiến hai người con là Yumtän và Ösung lao vào một cuộc nội chiến tranh giành quyền lực. Dòng dõi Ösung đã kiểm soát khu vực Ngari, trong khi chi Yumtän kiểm soát vùng Ü . Con của Ösung là Pälkhortsän (865–895 hoặc 893–923) có hai người con Trashi Tsentsän và Thrikhyiding (hoặc Kyide Nyigön). Thrikhyiding đã tới khu vực phía tây tại thượng Ngari, lấy một người con gái quý tộc Thổ Phồn và thành lập một quốc gia riêng, sau này lại phân thành các tiểu quốc Purang-Guge, Maryul và Zanskar . Cuộc nội chiến này đã làm suy yếu quyền lực chính trị của chế độ quân chủ Thổ Phồn , phân liệt Thổ Phồn thành nhiều bộ tộc và tiểu quốc nhỏ .

## Các cuộc nổi dậy và lãnh chúa địa phương
Tình trạng phân quyền đã giúp cho nông dân Thổ Phồn, bất mãn với tình hình chính trị hỗn loạn, nổi dậy chống lại các chính quyền địa phương. Các cuộc nổi dậy chia Thổ Phồn thành vô số tiểu quốc riêng biệt, tự chủ . Giữa những năm 842-1247, có nhiều tiểu quốc nổi lên nhưng không có thế lực nào thống nhất được Thổ Phồn. Thời kỳ này kết thúc khi người Mông Cổ tiến vào Tạng và thành lập Tuyên Chính Viện thuộc Nguyên.
Một nguồn tin truyền thống cho rằng, thời kỳ phân liệt là điểm trũng trong sự phát triển của Phật giáo Tây Tạng, khi các tăng lữ bị đàn áp và lưu đày. Các tăng lữ chỉ còn lại tại khu vực Amdo, vốn nằm ngoài khả năng kiểm soát của người Tạng khi ấy mãi cho tới thế kỷ thứ 10 .
Cũng theo nguồn này, trong thời kỳ trị vì của vua Langdarma, ba nhà sư đã chạy trốn tới núi Dantig tại Amdo. Đệ tử của họ là Muzu Selbar, hay sau này được biết tới như là học giả Gongpa Rapsel (935-1035 ), đã chịu trách nhiệm chấn hưng Phật giáo tại vùng đông bắc Tạng. Đồ đệ của Rapsel sau đó đã quay trở lại Ü-Tsang và phục hưng Phật giáo Tây Tạng. Các sử gia hiện đại lại có cái nhìn khác về thời kỳ này, họ cho rằng Phật giáo trên thực tế vẫn phổ biến và các chính trị gia địa phương đều có quan hệ gần gũi với các nhà lãnh đạo Phật giáo .